# Koki Jonekura
Koki Jonekura (japonsko 米倉 恒貴), japonski nogometaš, * 17. maj 1988.
Za japonsko reprezentanco je odigral dve uradni tekmi.